# Es'hail 2
Es'hail 2（又称Qatar-OSCAR 100或QO-100）是一颗卡塔尔的商业卫星，于2018年11月15日搭载SpaceX的猎鹰9号火箭发射。Es'hail 2由日本的三菱电机公司制造，运行在东经26°的地球同步轨道上，为中东和北非地区提供到户电视服务。该卫星配备了24个Ku波段和11个Ka波段的转发器，用于提供电视、政府和商业内容分发的直接广播服务。除了商业服务外，Es'hail 2的有效载荷还包括一个线性转发器，带宽为500kHz和8MHz，专为业余无线电卫星服务设计，发射频率为2.4GHz（13厘米波段），接收频率为10.45GHz（3厘米波段）。

## 业余无线电转发器
| 转发器     | U/L频率 [MHz] | U/L频率 [MHz] | U/L频率 [MHz] | U/L频率 [MHz] | D/L频率 [MHz] | D/L频率 [MHz] | D/L频率 [MHz] | D/L频率 [MHz] | 本振 [MHz] | 带宽 [MHz] |
| 转发器     | 极化方向      | 下边界频点    | 中心频点      | 上边界频点    | 极化方向      | 下边界频点    | 中心频点      | 上边界频点    | 本振 [MHz] | 带宽 [MHz] |
| ---------- | ------------- | ------------- | ------------- | ------------- | ------------- | ------------- | ------------- | ------------- | ---------- | ---------- |
| 窄带       | 右旋圆极化    | 2400,00       | 2400,245      | 2400,5        | 垂直极化      | 10489,50      | 10489,745     | 10490,0       | 8089,5     | 0,500      |
| 宽带       | 右旋圆极化    | 2401,5        | 2405,5        | 2409,5        | 水平极化      | 10491         | 10495         | 10499         | 8089,5     | 8          |
| 参考文献： |               |               |               |               |               |               |               |               |            |            |

### 窄带转发器
一个用于低功率窄带宽语音、摩尔斯电码和数字通信的线性转发器。
- 常用模式：如 SSB、CW或FT8
- 500kHz分配带宽
- 非反转模式线性转发器（不改变上下行信号的相位）
- 设计可转发50个载波，为100个电台提供服务
- X波段下行链路：
  - 覆盖区峰值附近使用60cm的碟形天线
  - 在峰值-2dB范围内使用75cm的碟形天线
- X波段下行链路的极化方式为垂直极化
- S波段上行链路的极化方式为右旋圆极化
- 上行链路发射机功率5-10WPEP（天线增益22.5 dBi，使用75 cm的碟形天线）

窄带转发器一般用于传统的模拟信号和窄带数字信号。
任何上行链路都不应导致下行信号强于信标信号。如果卫星检测到此类信号，它们将被“LEILA”（LEIstungs Limit Anzeige，德语，意为功率水平指示器）警报标记。当被“LEILA”标记时，此时操作员应立即降低其上行功率（ERP）。
| 上行链路 [MHz]      | 下行链路 [MHz]        | 可用带宽[kHz] | 备注                                  |
| ------------------- | --------------------- | ------------- | ------------------------------------- |
| 不允许发射          | 10489,500 – 10489,505 | 5             | 下边界CW信标                          |
| 2400,005 – 2400,040 | 10489,505 – 10489,540 | 35            | 仅限CW模式                            |
| 2400,040 – 2400,080 | 10489,540 – 10489,580 | 40            | 窄带数字模式（最大500Hz带宽)          |
| 2400,080 – 2400,150 | 10489,580 – 10489,650 | 70            | 数字模式（最大2700Hz带宽)             |
| 2400,150 – 2400,245 | 10489,650 – 10489,745 | 95            | 仅限SSB模式（最大2700Hz带宽)          |
| 不允许发射          | 10489,745 – 10489,755 | 10            | 中心频点信标，400Bit/s，BPSK模式      |
| 2400,255 – 2400,350 | 10489,755 – 10489,850 | 95            | 仅限SSB模式（最大2700Hz带宽)          |
| 2400,350 – 2400,495 | 10489,850 – 10489,995 | 145           | 混合模式（最大2700Hz 带宽）和特殊用途 |
| 不允许发射          | 10489,995 – 10490,000 | 5             | 实验信标、CW 和其他调制               |

### 宽带转发器
用于数字业余电视（DATV）和其他高速数据传输的线性转发器。这也是太空中的第一个DATV转发器。
- 8MHz带宽（信标占用其中的1.5MHz）
- S波段上行链路极化为右旋圆极化
- X波段的下行链路极化是水平极化
- 信标在10491.500MHz发送视频，使用的是DVB-S2 QPSK 1.5MS FEC 4/5
- DVB-S2是大多数业余无线电传输中的标准
- 宽带传输使用3个频道（1000/1500kS），窄带传输使用14个频道（333kS），极窄带传输使用27个频道（125/66/33kS）
- 一般的业余数据流速率在400到1200kbit之间
- 有互联网频谱监控网站和聊天室用于传输协调
- 下行链路接收设备：
  - 90 cm偏置碟形天线
  - 标准Ku波段前置放大器（LNB）
  - F6DZP MiniTiouner、Octagon SF4008或其他SDR软件解码器
- 上行链路发射设备：
  - 120cm碟形天线（应尽可能大）
  - 最小输出功率30W
  - SDR（如Adalm-Pluto、LimeSDR、BladeRF等）

所有上行链路传输应使用尽可能低的功率。QPSK传输的下行信号功率密度应比信标低至少1dB——基于网络的频谱监控器允许用户设置上行功率以实现这一点。使用8PSK、16APSK或32APSK的速率低于333kS的传输应使用实现成功接收所需的最低功率密度。

### 业余无线电爱好者
在转发器启用的最初几周内，已有130多名业余无线电爱好者使用了这颗卫星上的业余无线电转发器。